# Czartowiec (gromada)
Czartowiec – dawna gromada, czyli najmniejsza jednostka podziału terytorialnego Polskiej Rzeczypospolitej Ludowej w latach 1954–1972.
Gromady, z gromadzkimi radami narodowymi (GRN) jako organami władzy najniższego stopnia na wsi, funkcjonowały od reformy reorganizującej administrację wiejską przeprowadzonej jesienią 1954 do momentu ich zniesienia z dniem 1 stycznia 1973, tym samym wypierając organizację gminną w latach 1954–1972.
Gromadę Czartowiec z siedzibą GRN w Czartowcu utworzono – jako jedną z 8759 gromad na obszarze Polski – w powiecie tomaszowskim w woj. lubelskim na mocy uchwały nr 16 WRN w Lublinie z dnia 5 października 1954. W skład jednostki weszły obszary dotychczasowych gromad Czartowiec wieś, Czartowiec kol. i Soból ze zniesionej gminy Tyszowce oraz obszary dotychczasowych gromad Muratyn wieś i Muratyn kol. ze zniesionej gminy Łaszczów w tymże powiecie. Dla gromady ustalono 13 członków gromadzkiej rady narodowej.
1 stycznia 1960 gromadę zniesiono, włączając jej obszar do gromad Tyszowce (wieś i kolonię Czartowiec oraz wieś Soból) i Łaszczów (wieś i kolonię Muratyn) w tymże powiecie.